# Pristidactylus achalensis
Pristidactylus achalensis är en ödleart som beskrevs av  José María Alfono Félix Gallardo 1964. Pristidactylus achalensis ingår i släktet Pristidactylus och familjen Polychrotidae. Inga underarter finns listade i Catalogue of Life.